# Hayate Take
Hayate Take (født 17. juli 1995) er en japansk fodboldspiller, som spiller for den japanske fodboldklub Fukushima United FC.